# Salem (musikgrupp)
Salem är en amerikansk musikgrupp bildad 2008 i Traverse City. Det började som ett soloprojekt av John Holland, innan Heather Marlatt och Jack Donoghue gick med i bandet 2007. Gruppens sound har beskrivits med genrerna drag, ethereal wave, witch house och hiphop.
Gruppen är namngiven efter häxprocesserna i Salem.
Gruppen släppte inget material mellan 2011 och 2020, med undantag för en remix som släpptes 2016. 2020 släppte de singeln Starfall, som senare följdes upp med studioalbumet Fires in Heaven.

## Diskografi

### Studioalbum
- 2010 – King Night
- 2020 – Fires in Heaven

### EP-skivor
- 2008 – Yes I Smoke Crack
- 2009 – Water
- 2011 – I'm Still in the Night